# Monroe County (Ohio)
Das Monroe County ist ein County im US-Bundesstaat Ohio. Bei der Volkszählung im Jahr 2010 hatte das County 14.642 Einwohner und eine Bevölkerungsdichte von 12,4 Einwohnern pro Quadratkilometer. Der Verwaltungssitz (County Seat) ist Woodsfield.

## Geographie
Das County liegt im Osten von Ohio und wird durch den Ohio River vom Northern Panhandle von West Virginia getrennt. Es hat eine Fläche von 1.185 Quadratkilometern, wovon fünf Quadratkilometer Wasserfläche sind. An das Monroe County grenzen folgende Countys:
|              | Belmont County    | Marshall County (West Virginia) |
| Noble County |                   | Wetzel County (West Virginia)   |
|              | Washington County | Tyler County (West Virginia)    |

## Geschichte

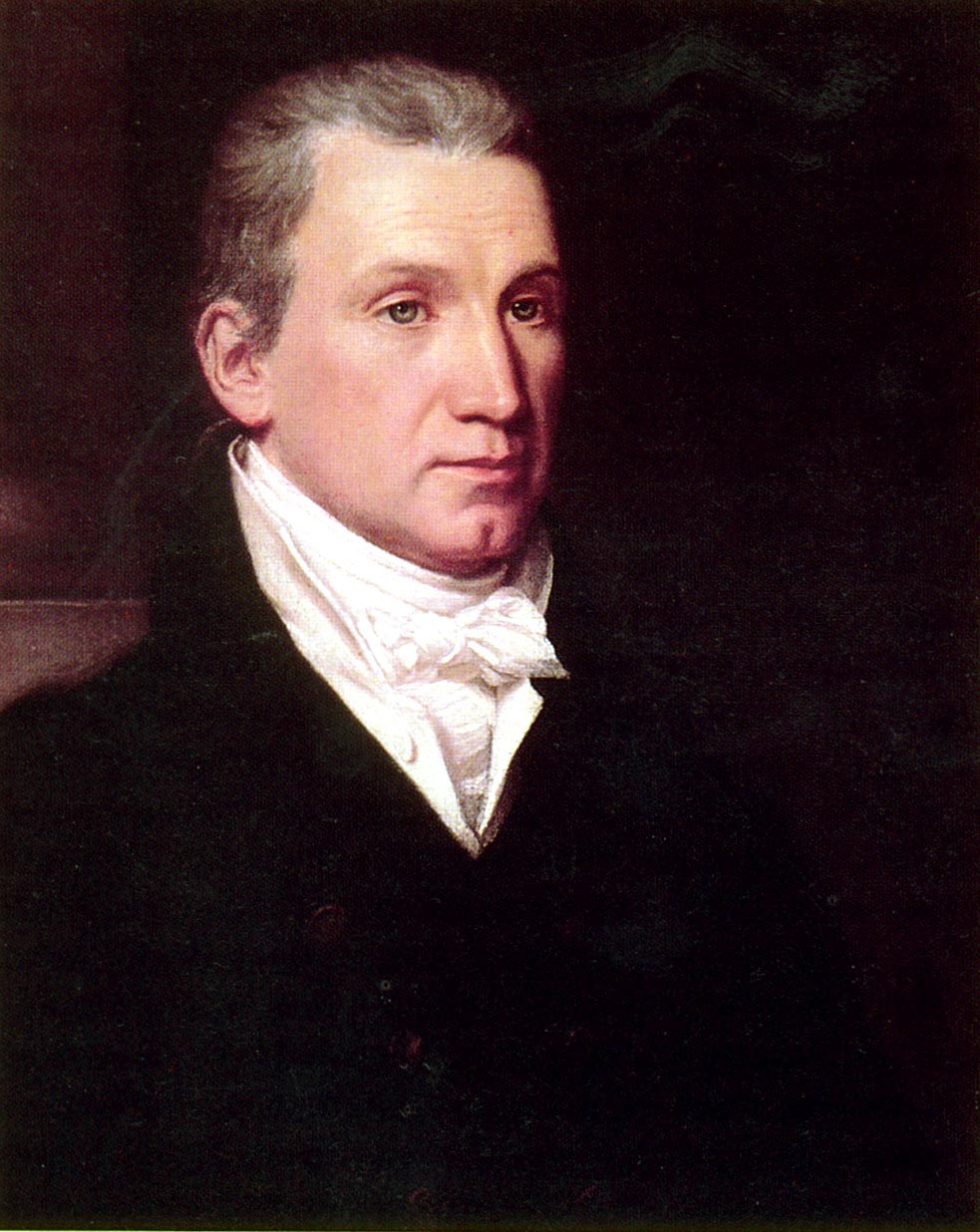
J. Monroe

Das Monroe County wurde am 29. Januar 1813 aus Teilen des Belmont-, Guernsey- und des Washington County gebildet und im Jahr 1815 abschließend organisiert. Benannt wurde es nach James Monroe (1758–1831), dem fünften Präsidenten der Vereinigten Staaten (1817–1825).
Zehn Bauwerke und Stätten des Countys sind im National Register of Historic Places eingetragen (Stand 16. Mai 2018).

## Demografische Daten
Nach der Volkszählung im Jahr 2010 lebten im Monroe County 14.642 Menschen in 5.972 Haushalten. Die Bevölkerungsdichte betrug 12,4 Einwohner pro Quadratkilometer.
Ethnisch betrachtet setzte sich die Bevölkerung zusammen aus 98,1 Prozent Weißen, 0,4 Prozent Afroamerikanern, 0,1 Prozent amerikanischen Ureinwohnern, 0,1 Prozent Asiaten sowie aus anderen ethnischen Gruppen; 1,2 Prozent stammten von zwei oder mehr Ethnien ab. Unabhängig von der ethnischen Zugehörigkeit waren 0,4 Prozent der Bevölkerung spanischer oder lateinamerikanischer Abstammung.
In den 5.972 Haushalten lebten statistisch je 2,35 Personen.
21,5 Prozent der Bevölkerung waren unter 18 Jahre alt, 59,1 Prozent waren zwischen 18 und 64 und 19,4 Prozent waren 65 Jahre oder älter. 50,2 Prozent der Bevölkerung war weiblich.

Das jährliche Durchschnittseinkommen eines Haushalts lag bei 36.729 USD. Das Prokopfeinkommen betrug 18.248 USD. 16,6 Prozent der Einwohner lebten unterhalb der Armutsgrenze.

## Orte im Monroe County
Villages
| - Antioch - Beallsville - Clarington - Graysville | - Jerusalem - Lewisville - Miltonsburg - Stafford | - Wilson1 - Woodsfield |

Unincorporated Communitys
| - Cameron - Hannibal - Laings - Malaga | - Rinard Mills - Sardis - Sycamore Valley |

1 – teilweise im Belmont County

## Gliederung

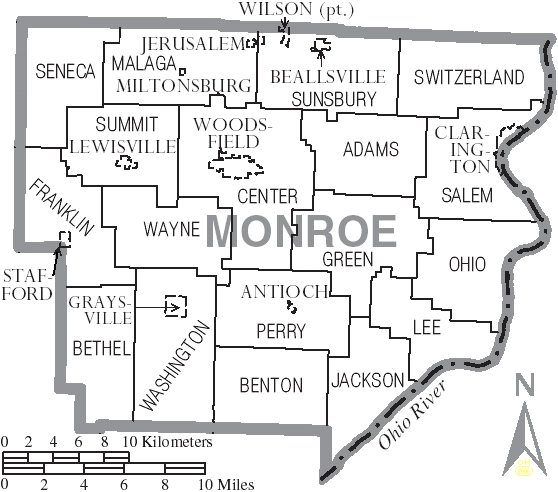
Gliederung des Monroe County

Das Monroe County ist in 18 Townships eingeteilt:
| - Adams Township - Benton Township - Bethel Township - Center Township - Franklin Township - Green Township | - Jackson Township - Lee Township - Malaga Township - Ohio Township - Perry Township - Salem Township | - Seneca Township - Summit Township - Sunsbury Township - Switzerland Township - Washington Township - Wayne Township |